# Гринцевский сельский совет (Лебединский район)
Гринцевский сельский совет (укр. Гринцівська сільська рада) — входит в состав
Лебединского района
Сумской области
Украины.
Административный центр сельского совета находится в 
с. Гринцево
.

## Населённые пункты совета
- с. Гринцево
- с. Гамалиевка
- с. Дмитровка
- с. Дружное
- с. Ключиновка
- с. Мирное
- с. Мироновщина
- с. Подсулье
- с. Протопоповщина
- с. Яснополье